# Tjatjora
Tjatjora (vitryska: Чачора) är ett vattendrag i Belarus.   Det ligger i voblasten Homels voblast, i den östra delen av landet, 250 km öster om huvudstaden Minsk.
Trakten runt Tjatjora består till största delen av jordbruksmark. Runt Tjatjora är det glesbefolkat, med 12 invånare per kvadratkilometer.